# 제나 우슈코비츠
제나 우슈코비츠(Jenna Ushkowitz, 1986년 4월 28일 ~ )는 한국계 미국인 배우이다.

## 출연 작품

### 텔레비전
- 글리 (2009-15) - 티나 코언챙 역